# М'ясота (зупинний пункт)
М'ясота (біл. Мясата) — зупинний пункт Мінського відділення Білоруської залізниці в Молодечненському районі Мінської області. Розташований за 1,2 км на південний захід від села М'ясота; на лінії Мінськ-Пасажирський — Молодечно, поміж станцією Уша і зупинним пунктом Татарщизна.